# Tomteråsen
Tomteråsen este o localitate din comuna Nes, provincia Akershus, Norvegia, cu o suprafață de 0,47 km² și o populație de 728 locuitori (2013).